# Francisco Lázaro
Francisco Lázaro (ur. 21 stycznia 1891 w Lizbonie, zm. 15 lipca 1912 w Sztokholmie) – pierwszy w historii portugalski maratończyk olimpijski, uczestnik V Letnich Igrzysk Olimpijskich w Sztokholmie w 1912 roku.

## Życiorys
Tak jak wszyscy sportowcy olimpijscy swego czasu, Lázaro był amatorem. Na co dzień pracował jako stolarz w fabryce samochodów w Lizbonie. Zdobył trzy mistrzostwa krajowe w maratonie (1910, 1911 i 1912). 2 czerwca 1912 w Lizbonie ustanowił swój rekord życiowy w maratonie – 2:52:08, wynik ten do 1936 był rekordem Portugalii na tym dystansie.
Przed startem na igrzyskach Lázaro wysmarował ciało woskiem, aby uniknąć poparzeń słonecznych, ale nieprzepuszczalność wosku ograniczyła możliwość pocenia się, co doprowadziło do poważnego zaburzenia równowagi wodno-elektrolitycznej.
Przegrzany Lázaro upadał w czasie biegu trzykrotnie, ostatnim razem (na 30. kilometrze) stracił przytomność. Kilka minut później udzielono mu pomocy lekarskiej, ale mimo reanimacji nie odzyskał przytomności. Został przewieziony do szpitala, ale niemożliwe było obniżenie jego temperatury. Zmarł o szóstej nad ranem następnego dnia. Lázaro był pierwszym sportowcem, który zmarł podczas nowożytnej imprezy olimpijskiej. Przyczyną śmierci było silne przegrzanie organizmu oraz odwodnienie.
Po zakończeniu zawodów na stadionie w Sztokholmie odbył się koncert charytatywny, a dochód z niego został przeznaczony na pomoc rodzinie zmarłego. Łącznie zebrano 14 tysięcy szwedzkich koron.

## Upamiętnienie
Na historii Francisco Lázaro opiera się powieść portugalskiego pisarza José Luísa Peixoto pt. Cemitério de Pianos.
Maraton z 1912 roku upamiętniono w setną jego rocznicę, gdy na ulicach Sztokholmu odegrano jego inscenizację. Wśród 10 tysięcy uczestników znalazł się Szwed Anders Szalkai, który pobiegł w tempie zwycięzcy biegu z 1912 roku, Kane'a McArthura z RPA. Ponadto na stadionie olimpijskim w Sztokholmie odsłonięto tablicę pamiątkową poświęconą Francisco Lázaro.